# 罗尔·德加莫
罗尔·拉盖·德加莫（英語：Roel Ragay Degamo，1966年4月29日—2023年3月4日），菲律宾政治人物，曾任东内格罗省副省长和省长，以及该省锡亚顿的市议会成员。
德加莫在2010年东内格罗省的省级理事会选举中得到最多票数。由于当时连续几位省长相继去世，德加莫于2011年1月接替了省长的位置。2017年10月，德加莫因被申訴專員公署指控挪用公款而遭到停职，其后他对此提出上诉，最终于次年1月重新上任。
2022年5月，德加莫在省长竞选中败给亨利·特維斯，但此前他曾在2021年10月向法庭投诉称还有一名和他几乎同名的扰乱性候选人鲁埃尔·德加莫（Ruel Degamo），鲁埃尔当时亦提起上诉。但在菲律宾选举委员会还未下达最终裁决的情况下，选举仍然继续进行。2022年6月， 另一名德加莫（当时已经败选）向最高法院发出请愿，请求后者勒令选举委员会立即解决该案件，同年10月3日，选举委员会宣布维持之前的决定，将鲁埃尔获得的选票转移给罗尔，宣布罗尔才是真正的获胜者。
2023年3月4日，德加莫在东内格罗省潘普洛纳的家中被一伙武装人员杀害。

## 个人生活
德加莫生于东内格罗省的锡亚顿，小学和中学分别在家乡和朗芒芽地就读。1989年，德加莫从西利曼大学取得机械工程学士学位，同年他考取了相应的职业证书。
在进入政坛之前，德加莫做过机械工程师和司机。1991年，德加莫进入国家电力公司工作，并于次年被升为高级工厂技工，又在1995年进一步升为综合驳船管理部门的电气控制操作员。1996年5月31日，德加莫向上级请求调到一个地热发电厂工作并获得同意，同年7月3日，德加莫拿到一份未编号的调动命令，但当他前往报到新职位时，对方要求他提供一份具有日期和编号的调动命令，德加莫照做之后再次遭到对方以配员目标已经达到为由拒绝。德加莫遂返回原来的职位报道，但负责人奥利留·苏马利诺格（Aurelio Sumalinog）表示由于他的调动命令已经下发，且原职位已经被人替代，他现在必须继续深造一段时间，以在适当时机被地热发电厂录用。1997年2月3日，苏马利诺格致信德加莫要求他在72小时内报道，但德加莫如期前往后却再次被告知职位已被填补。1997年8月19日，德加莫致信国家电力公司的法律顾问表示自己从未辞职，但电力公司于10月1日回信称他已经被从名单中除名。1997年10月3日，德加莫写信质问国家电力公司为何还未对他的调动命令采取行动，得到的答复是这一调动只有在人员选择委员会决定后才能实现。1997年12月2日，苏马利诺格在一封写给地区法律顾问的信中表示德加莫失业是出于他自己的过错。德加莫对苏马利诺格的说法非常不满，遂向当地文官委员会投诉了电力公司。2000年3月23日，文官委员会地区负责人命令电力公司将德加莫恢复到原职位或同等级别，并支付相应拖欠工资。电力公司就这一决定提出上诉，最终文官委员会于2001年3月2日宣布之前那名地区负责人的决议无效，不过这一决定后来又在德加莫向上诉法庭起诉后被推翻。经过一系列的诉讼后，德加莫最终成功回到了原来的职位。
德加莫的妻子是潘普洛纳的市长，并且在德加莫去世后仍然在任。德加莫有一个收养的儿子和一个侄女，两人都是东内格罗省省级理事会的成员。

## 政治生涯

### 锡亚顿市议会（1998年—2007年）
1998年，德加莫成为锡亚顿市议会议员，此后连任了三个任期，直至2007年结束。在2004年到2007年间，德加莫同时兼任了东内格罗省省议会联盟主席，依照此职位的职权，他同时也是东内格罗省省级理事会的成员。另外，德加莫还曾被选为中米沙鄢 （第七政区）的区长，令他在菲律宾议会联盟拥有一个席位。

### 东内格罗省副省长（2010年—2011年）
在2010年的选举中，德加莫代表第三国会选区参加了东内格罗省省级理事会一个普通席位竞选，最终赢得最多票数。随着候任省长埃米利奥·马西亚斯去世，当时的候任副省长奥古斯汀·珀迪斯接替了省长的职位，德加莫则接替了副省长。2011年1月去世，珀迪斯也因病去世，德加莫于是又接替了省长的位置。

### 东内格罗省省长（2011年—2023年）

#### 前四个任期（2011年—2022年）
德加莫于2013年首次正式参加省长竞选，当时他代表的是实力尚未雄厚菲律宾民主党–人民力量，虽然相对于其他候选人来说，德加莫显得较为弱势，但他最终还是以压倒性优势成功当选。多名分析人士认为，德加莫能够取胜的原因主要是来自天主教和新教的支持。2016和2019年，德加莫又分别代表菲律宾民族团结党和菲律宾国民党参选，并且也都取得胜利。

##### 争议
在2011年至2022年的头四个任期中，德加莫一共收到三次来自申訴專員公署的解雇命令。
- 第一次是在2016年，申訴專員公署指控德加莫存在滥用2011年強烈熱帶風暴天鷹和2012年内格罗斯地震的救灾资金的行为，牵涉金额4.8亿比索，要求德加莫立即停职，并称可能还会进一步起诉他渎职和贪污。德加莫回应指这些指控“不公平”，拒绝离开办公室，一些她的支持者则在省会大楼外扎营。6月23日，德加莫证实自己已经收到临时限制令，表示自己终于得到平反。次日，德加莫向支持者表示感谢，同时对副省长马克·马西亚斯撤换公职人员的做法提出批评，表示他这样做是在“制造混乱”，其后返回家中等待重新上任，并称后续会重新任命被马西亚斯换掉的官员[20]。
- 第二次是在2017年，德加莫再次被控滥用2012年內格羅斯地震的救灾资金，需从10月18日起停职三个月，期间再次由副省长马西亚斯代理省长职务。根据法庭记录，德加莫并未把之前挪用的4.8亿比索归还国库，而是将其用于基础设施建设，按规定属于渎职。德加莫在接受媒体采访时表示接受相关处理决定，并承诺之后会遵守相关法规[21][22]。
- 第三次是在2017年年末，当时德加莫仍然处于停职状态，申訴專員公署指控他曾在2013年私自挪用价值达₱1,000万的情报经费。2018年1月11日，德加莫再次接到上诉法庭发出的临时限制令，不过这一命令在2019年11月13日被最高法院撤销。其后媒体进一步披露称上诉法庭在2019年9月时已经查明德加莫无罪[23]。德加莫对于申诉专员公署屡次对他提出指控表示不满，批评该部门给东内格罗省“带来了严重的伤害”[24][25]。

##### 政绩
德加莫在就任省长后，推出了“HELP”（Health, Education and Environment, Livelihood Programs, Projects for Peace and Development）等涉及健康、教育、基础设施、环境、和平与秩序等领域的项目，包括在各地建造教室、升级社区基层医院、为游客建造服务设施以及推动体育运动的发展等。在上任后的100天内，他一共推行了大约70个项目，耗资480万比索。
德加莫还为东内格罗省医院增加了很多设施，包括一个制氧车间、一个Malasakit中心（菲律宾一种提供医学和经济服务的一站式场所）、一个眼科中心以及一个母婴急救护理场所。一项于2019年的项目成功使得干净厕所的可用率上升9%。同年东内格罗省被卫生部认证为国内10个根据世卫组织标准确定的无疟疾省份之一。根据政府2019年的统计数据，东内格罗省的收入已经超过23.47亿比索。2022年，东内格罗省在医疗卫生服务上推行的项目获得卫生部认可。
德加莫非常反对煤炭的使用，为了遵守巴黎协定，他于2018年颁布一项政策规定省内必须使用可再生能源，同时禁止使用煤炭。在这些措施的作用下，东内格罗省最终成为了棄用煤炭發電聯盟的第一个次级国家政府机构成员。
德加莫在任期间，东内格罗省一共指定了51个海洋保护区。
为了应对东内格罗省内部共产主义叛乱的问题，德加莫于2019年成立了一个“终止本地共产主义武装冲突特别小组”并担任组长，使得东内格罗省成为菲律宾国内第一个成立该类工作组的省份。2023年年初，德加莫宣布该省已经成为80%的“零叛乱势力”地区，呼吁特别小组成员继续努力。有报道指出，德加莫成立的特别小组为圣卡塔利娜、潘普洛纳和巴伦西亚的居民建立了一个基层医院，还为已经融入社会的共产主义叛乱势力人群推出了一项住房计划，以防他们再次叛乱。
2019年，东内格罗省成为菲律宾最热门的旅游目的地之一，其首府朗芒芽地则被评为世界最佳退休居住地之一。

#### 2022年第五个任期选举
2022年，尽管有人向选举委员会请愿，要求禁止已经连任三个任期的德加莫再次参选，委员会还是以正常任期多次被打断为由，允许德加莫再次寻求连任，但德加莫后来败给了巴亚万市市长亨利·特維斯。特维斯于6月30日宣誓就职，不过由于德加莫自2021年10月起就一直指控存在一名扰乱性候选人，故而拒绝让出办公室，两人一度对峙数小时，但在经过一轮谈判之后，德加莫最终在一群安保人员护送下离开。
根据德加莫和选举委员会的说法，扰乱性候选人鲁埃尔·德加莫的真名是格雷戈·戈迪艾（Grego Gaudia），德加莫另外还指控称有一名政治对手劫持了鲁埃尔的亲戚，并强迫他代表鲁埃尔提交候选人资格证书。2021年12月16日，选举委员会宣布德加莫的说法属实。选举于2022年5月9日举行，由于当时委员会尚未作出最终决定，故鲁埃尔·德加莫的名字仍然继续留在选票名单中。2022年9月，委员会驳回了戈迪艾的上诉，并去掉了他的名字。当月稍后，委员会将戈迪艾获得的选票全部转移给了德加莫，使德加莫获得的选票超过了特维斯，赢得了本场选举。10月3日，德加莫的胜选结果正式对外公布，但他并未立即进入省会大厦。
2022年10月5日，德加莫正式宣布就职。而特维斯则表示在内政和地方政府部宣布他不再是省长之前，他将不会让出职务。同时他又表示此前已经向最高法院起诉，当时得到的答复是会在10月11日给出结果，若自己在此之前让出职位，则可能有失职之嫌。德加莫在Facebook上发布了一段八分钟的视频，重申自己现在已经是省长，表示所有省长办公室的命令都应该由他发出，并称已经开始重新任命被特维斯替换掉的公职人员。10月11日，最高法院并未如期给出判决结果，特维斯也于当日下午向支持者告别后让位，不过他亦表示对最高法院感到失望。一周后，德加莫正式搬到省会大厦。
| 候选人               | 政党             | 得票数       | 得票数                     |
| 候选人               | 政党             | 官方最终结果 | 2022年10月检查后更新的结果 |
| -------------------- | ---------------- | ------------ | -------------------------- |
| 亨利·特維斯          | 民族主義人民聯盟 | 301,319      | 301,319                    |
| 罗尔·德加莫 （在任） | 国民党           | 281,773      | 331,726                    |
| 鲁埃尔·德加莫        | 无党籍           | 49,953       | 0                          |
| 爱德华·马克·马西亚斯 | 菲律賓自由黨     | 45,454       | 45,454                     |

2023年2月14日，经全体法官审议，最高法院驳回了特维斯和戈迪艾的起诉，表示选举委员会在计算选票的过程中无明显问题，再次支持德加莫为真正当选者。

## 遇刺

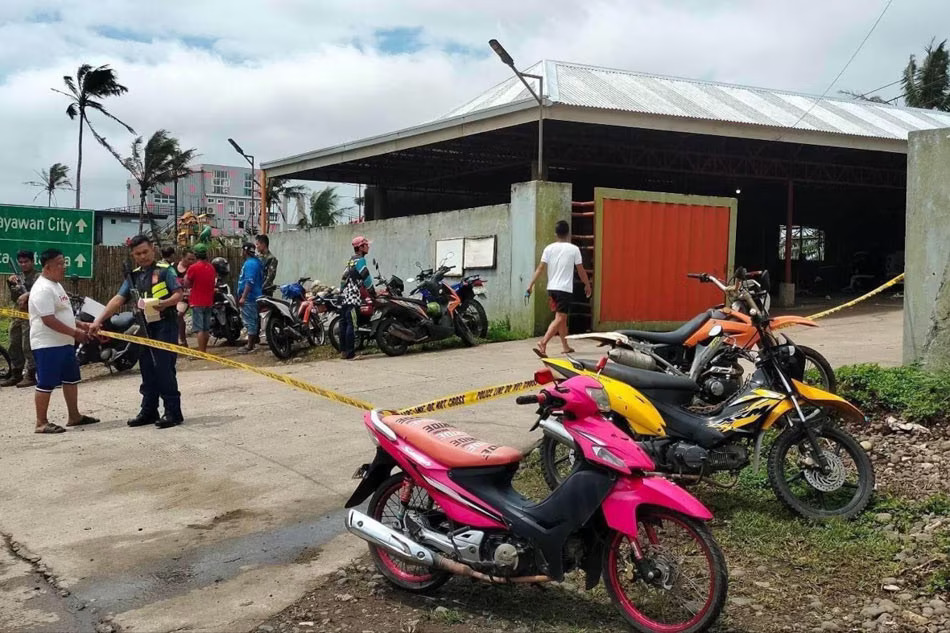
警方在德加莫的死亡地点拉起警戒线

2023年3月4日上午9:36左右，德加莫在其位于潘普洛纳的住所附近接待菲律宾家庭互助项目的受益人时，被一伙身份不明、全副武装的男子连开数枪。当时德加莫的侄女正坐在德加莫的车上，发现德加莫时后者已经失去知觉。事发后，德加莫立即被送往锡布兰的一家医院，但最终于11:41宣告不治。除德加莫之外，另有9人在此次袭击中死亡，17人受伤，伤者包括多名政府工作人员。
2024年3月22日，内政及地方政府部秘书本小杰明·阿巴洛斯（Benjamin Abalos Jr.）在新闻发布会上表示已有10名嫌疑人被逮捕，其中九人之前是军人，另一人虽有接受训练但没有通过；另据菲律宾军方的通报，其中一名嫌疑人此前因牵涉毒品贸易而被开除。另有一名嫌疑人在与警方战斗过程中被击毙。2023年3月7日，有四名嫌疑人同意配合调查。3月14日，最高法院同意将案件交给马尼拉地方裁判法院审理。所有嫌疑人受到的控罪加起来将近40项。
袭击的主谋之一小阿诺尔福·特维斯是来自东内格罗省第三选区的一名众议院议员，他在2023年2月28日以生病为由申请了前往美国的旅游签证，但后来因为拒绝按时回国，于同年8月遭到眾議院开除。2023年5月9日，特维斯前往东帝汶寻求庇护，遭到当局拒绝。8月，特维斯被菲律宾反恐部指定为恐怖分子。9月5日，马尼拉地方裁判法院对他下达了拘捕令。2024年，国际刑警组织向特维斯下达红色通报，大约一个月后，特维斯在东帝汶的帝力打高尔夫时遭到逮捕，当局随后开始安排引渡事宜。由于阿诺尔福·特维斯和亨利·特维斯是兄弟关系，部分人认为该案可能与亨利有关，为了证明清白，亨利于2023年3月31日公开了所有银行转账记录、电话及邮箱记录。另一名主谋名叫马文本·米兰达（Marvin Miranda），他于3月27日遭到逮捕，根据司法部长克里斯平·雷穆拉的说法，他在这次事件中负责人员联络和武器收集。
总统小费迪南德·马科斯对这次袭击表示谴责，多名政治人物也表达了对德加莫的敬意。德加莫的家人认为此次袭击是出于政治因素，例如他的养子指出在另外几次袭击中，受害者包含很多德加莫的支持者，且“通过监控可以看到第一个进去的枪手在专门寻找他”。
3月16日，德加莫被葬在位于锡亚顿的家庭墓地之中，根据当地警方估计，共有7000到10,000人到场参加葬礼。